# Servaea obscura
Servaea obscura là một loài nhện trong họ Salticidae.
Loài này thuộc chi Servaea. Servaea obscura được William Joseph Rainbow miêu tả năm 1915.